# Apex Mountain
Pour les articles homonymes, voir Apex.
 (mars 2013).
L’Apex Mountain est un sommet de Colombie-Britannique, au Canada. Il culmine à 3 246 mètres d'altitude au centre du champ de glace Clemenceau. Il reçoit son nom actuel en 1927,,.